# Вольное общество любителей российской словесности
Вольное общество любителей российской словесности (ВОЛРС) — литературно-общественная организация в Санкт-Петербурге, существовавшая в 1816—1826 годах.

## Учреждение общества
Основано, с дозволения правительства, 17 (29) января 1816 года под именем «Общество любителей словесности».
Цели общества были литературные, с непременной заботой о «чистоте» языка, что вызвало при его утверждении возражения А. С. Шишкова. Затем добавились благотворительные задачи.
Высочайше Общество было утверждено 19 января 1818 года под наименованием: «Вольное общество любителей российской словесности». С 1818 года общество издавало журнал: «Соревнователь просвещения и благотворения. Труды вольного общества любителей российской словесности».

## Организация
Основателями были А. Д. Боровков, А. А. Никитин, Ф. Н. Глинка, П. И. Кеппен. В 1844 году П. А. Плетнёв писал Я. К. Гроту: 

… основано было по большей части членами масонской ложи избранного Михаила, как-то: Крикуновским, Боровковым и Никитиным <…> в начале не было почти и литераторов, а собирались люди, видавшиеся в одной масонской ложе и желавшие как-нибудь помогать беднякам учёного сословия. После министр народного просвещения исходатайствовал им особый устав и позволил издавать журнал
— переписка Я. К. Грота с П. А. Плетнёвым. — СПб., 1896. — Т. 2. — С. 254.
Общество сразу приобрело важных покровителей: попечителями его стали А. Н. Голицын, А. Д. Балашов, И. И. Дмитриев, В. П. Кочубей, граф С. К. Вязмитинов, О. П. Козодавлев.
Председателем общества был сначала граф Сергей Петрович Салтыков, а с 1819 года — постоянно Ф. Н. Глинка, а помощником при нем А. Е. Измайлов. Из числа действительных членов выбирались каждое полугодие председатель, его помощник, секретарь, исполнитель, библиотекарь, казначей и цензурный комитет, состоявший из трёх цензоров (поэзии, прозы и библиографии), трёх членов и секретаря.
Состав общества был смешанный: литераторы и общественные деятели различных направлений того времени; Я. К. Грот писал:

Между членами были: Дельвиг, Баратынский, Рылеев, двое Бестужевых, братья Княжевичи, Кюхельбекер, Греч, Боровков и другие. Однажды Плетнёв заметил председателю, что следовало бы избрать и Пушкина, но Ф. Н. отвечал: «Овцы стадятся, а лев ходит один».
— Лобойко И. Н. Мои воспоминания. Мои записки. — М.: Новое литературное обозрение, 2013. — 328 с. — С. 259.
В числе членов общества были также А. П. Гевлич, Б. М. Фёдоров, Н. Ф. Остолопов, Я. В. Орлов, Д. И. Хвостов, В. Т. Нарежный, В. М. Фёдоров, Н. А. Цертелев, Д. И. Воронов, П. П. Свиньин, Г. И. Спасский, В. Н. Берх, П. А. Корсаков, В. Г. Анастасевич, С. А. Тучков, Г. А. Сарычев и другие.
Собрания общества были регулярные и публичные. По уставу общества каждое сочинение прочитанное на его заседании, становилось собственностью общества, и автор не имел права его печатать.
Дом собраний общества находился в четвёртом квартале третьей Адмиралтейской части на Вознесенском проспекте, дом № 254[уточнить], на квартире Т. Н. Крикуновского.

## Благотворительная деятельность
Весь доход от издания направлялся «тем, которые, занимаясь науками и художествами, требуют подпоры и призрения; вдовы их и сироты обоего пола имеют равное право на пособие общества, которое для сей же цели будет издавать особыми книгами полезные сочинения и переводы знаменитейших классических писателей, имея многие уже в готовности».
Благотворительные сборы текли в общество довольно обильно; между прочими, подписалась императрица на два экземпляра, внеся 200 рублей при подписной цене в 25 рублей.
Общество выплачивало пособия нуждавшимся литераторам. Например, было выдано романисту В. Т. Нарежному — 300 рублей, баснописцу А. К. Моздорфу — 150 рублей, и т. д.
Записывались и такие расходы: «внесено в здешнее покровское училище за 2 сыновей здешнего мещанина Павлова 10 руб.».

## Распад общества
По данным В. Базанова, в обществе было 82 действительных члена, 24 члена-соревнователя, 39 членов-корреспондентов и 96 почётных членов. Часть членов общества принадлежала к «Союзу благоденствия»; в числе привлечённых к следствию о восстании декабристов были, кроме Рылеева, Бестужевых, Кюхельбекера и Ф. Н. Глинки: А. О. Корнилович и К. П. Торсон; а П. И. Колошин, А. С. Грибоедов и О. М. Сомов подозревались в причастности к тайному обществу и были арестованы, но затем освобождены. 
В ноябре 1825 года вышел последний (31-й) номер журнала «Соревнователь просвещения и благотворения. Труды вольного общества любителей российской словесности» стал последним.
В адрес-календаре на 1826 год списка о составе общества уже не было.